# Кривошапкин, Николай Осипович
Николай Осипович Кривошапкин (1837-1926) — якутский купец-меценат.

#### Биография
Родился в семье богатого оймяконского скотовода. Имел братьев Афанасия и Ивана и сестру Мавру. По воспоминаниям земляков, в юности Николай был довольно беспечен, любил выпить, увлекался азартными играми и даже дошло до того, что большую часть наследства проиграл в карты. Только родной отец не переставал верить, что рано или поздно из сына выйдет толк. И он не ошибся.
Высокие человеческие качества Николая проявились в 1860 году, когда для Оймякона наступил крайне тяжелый год — от бескормицы пало 2 136 голов скота, 363 семьи стали нищими, лишившись всяких средств к существованию. Видя бедствие односельчан, Николай Кривошапкин раздал им почти все остатки своего скота, чем он спас многих от голодной смерти. Но в то же время он продолжал вести беспутный образ жизни. Прозрение наступило в одночасье: поведение старшего брата Афанасия, появившегося пьяным во время многолюдного собрания наслега неприятно поразило его. Он сделал замечание брату, а в ответ услышал оскорбительные слова, что, мол, сам он, Николай, не лучше его. Уязвленное самолюбие заставило Николая Кривошапкина полностью изменить образ жизни. Он решил уехать в Якутск.  Он занялся перевозкой соли из Якутска в Охотск, а скопив денег, стал обменивать товары на пушнину. По некоторым данным, первая его поездка не обошлась без махинаций, позволивших выручить тысячу рублей
С середины 1860-х гг. XIX века Кривошапкин начал заниматься доставкой ценных грузов до Оймякона, дальше до Колымы, Момы, Аяна. Одновременно торговал привезенными товарами и раздавал их в долг. Население же расплачивалось пушниной. Со временем вся «мягкая рухлядь» этого обширного региона стала стекаться в амбары предприимчивого и энергичного купца. В течение более чем полувека этот неутомимый человек обеспечивал всем необходимым жителей своего края. Бедняки часто обращались к нему с просьбой оказать помощь продуктами и всякими ходовыми товарами. Будучи от природы гуманным и отзывчивым человеком, он в этом никому не отказывал. И люди ценили его заботу о них. Он строго следил, чтоб не было обделенных семей. Известно немало случаев, когда он безвозмездно оказывал помощь терпевшим бедствия и крайнюю нужду. Например, историк В.И. Пестерев приводит следующие данные — в период с 1894 по 1913 год Кривошапкин раздал бедным 69 100 руб., с 1916 по 1919 год — 408 000 руб.
В 80-е годы XIX века Николай Осипович спас от неминуемой голодной смерти мемельских эвенов, которые из-за сильной засухи и других неблагоприятных обстоятельств вынуждены были забивать даже своих лучших ездовых оленей. Узнав об этом, Николай Осипович быстро организовал доставку продовольствия, припасов и закупил для них у богача Семена Трифонова оленей на сумму 15 400 рублей. Люди были спасены.
Николай Осипович не умел ни читать, ни писать, поэтому в ведении своих дел он испытывал большие трудности и всей душой стремился к тому, чтобы якутская молодежь имела возможность получить образование. Так, он не только помог в строительстве Мегино-Алданской и Оймяконской школ, но и оплачивал образование всех юношей Баягантайского улуса из числа бедняков. Кстати, известный якутский писатель Н.М. Заболоцкий-Чысхаан был одним из первых стипендиатов Н.О. Кривошапкина. В 1890-х гг. на постройку оймяконской церкви Кривошапкин пожертвовал более 80 000 рублей золотом. Кроме того, благодаря ему в Якутской области были отремонтированы еще 8 церквей на общую сумму 27 425 рублей.
В 1891 г. благодаря помощи Н.О. Кривошапкина завершила геологические обследования бассейнов рек Индигирки и Колымы экспедиция выдающегося ученого-геолога Ивана Дементьевича Черского.
В 1912 году Кривошапкин участвовал в работе съезда якутов (он же съезд инородцев) и покрыл часть расходов делегации, отправленной в Европейскую Часть России в связи с 300-летием Дома Романовых.
В 1913 году на нужды образования Николай Осипович пожертвовал 20 000 рублей. На проценты от этой суммы был создан стипендиальный фонд для детей бедных семей учебных заведений города Якутска. В конце августа того же года внес 8 000 рублей на уплату губернской повинности своих земляков.
В 1915 году пожертвовал 10 000 рублей на строительство деревянной церкви в местности Затон Сыраанда около Среднеколымска. В том же году на средства купца в Якутске построена двухэтажное деревянное здание на каменном фундаменте под второклассную миссионерскую школу.
В 1916 г. передал 10 000 рублей на нужды фронта и 8 000 рублей «на оказание помощи наибеднейшим якутам Оймяконо-Борогонского наслега в годы голодовки».
В 1917 году культурному учреждению просветительского общества «Саха омук» выделил 100 000 рублей на приобретение библиотеки.
В 1918 году для постройки деревянных мостов между речкой Татта и рекой Алданом меценат выделил 10 000 рублей.

Скончался Кривошапкин в 1926 году, похоронен в с. Томтор.

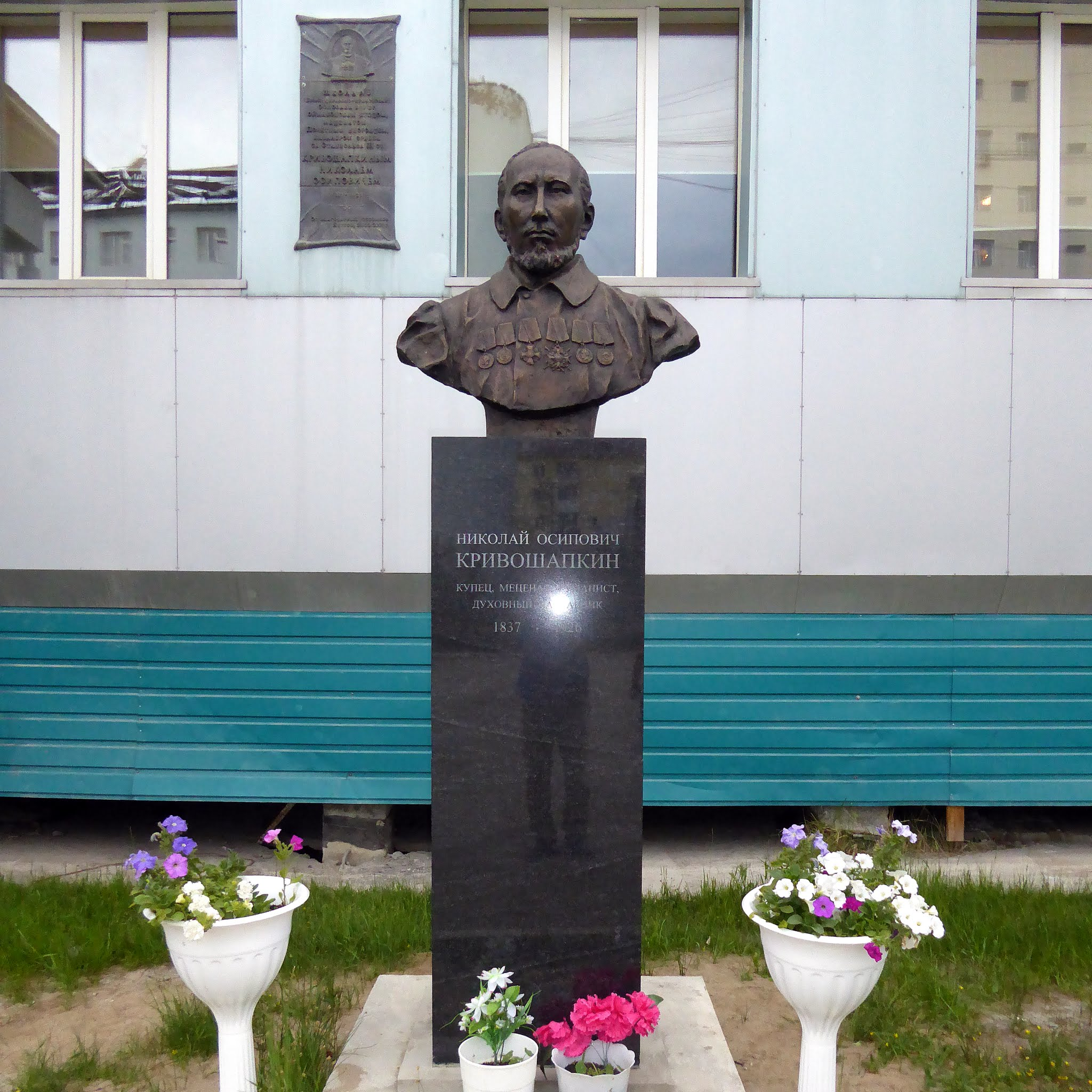
Бюст в Якутске

#### Семья
Кривошапкин был трижды женат, но детей не было. С первой женой Евдокией Саввичной Слепцовой (уроженка II Игидейского наслега) прожили вместе тридцать лет. Спустя какое-то время Николай Осипович обзавелся семьей во второй раз. Жену звали Наталья Петровна Заболоцкая. К сожалению, она умерла в молодом возрасте. В возрасте 66 лет купец взял в жены 16-летнюю Дарью Семеновну Слепцову. По воспоминаниям земляков красавица Дарья была очень доброжелательной и отзывчивой девушкой, за что люди в наслеге называли её «Дарьей доброй» (як. «Үтүө Даарыйа»). Умерла в 1925 г. в возрасте 44 лет.

#### Память
В 2001 г. имя Н.О. Кривошапкина присвоено школе № 5 в г. Якутска
В 2007 г. с. Томтор Оймяконского района установлен бюст Н.О. Кривошапкину.
В 2012 г. имя купца стала носить средняя школа с. Оймякон Оймяконского района. Также в селе имеется улица, носящая имя Николая Осиповича.
В 2015 г. в Якутске, на территории СОШ № 5, установлен бюст Н.О. Кривошапкину.